# Yffiniac
Yffiniac (tiếng Breton: Ilfinieg, Gallo: Finyac) là một xã của tỉnh Côtes-d'Armor, thuộc vùng Bretagne, tây bắc Pháp.
Người dân ở Yffiniac được gọi là Yffiniacais.